# 工伤保险条例
《工伤保险条例》是中华人民共和国国务院頒布的一項與職工工傷保障有關的行政法规，為《中華人民共和國社会保险法》的配套法规，于2003年4月16日国务院第5次常务会议讨论通过，2004年1月1日起施行。2010年12月20日修訂，2011年1月1日起施行。
該條例規定中國大陸的企事业单位、社会团体、民办非企业单位、基金会、律师事务所、会计师事务所等组织和个体工商户应当依照工伤保险条例规定参加工伤保险，为单位全部职工或者雇工缴纳工伤保险费。

## 類似法規
- 《中华人民共和国劳动保险条例》
- 1994年颁布的《中华人民共和国劳动法》对工伤保险作了原则性规定。
- 1996年，中華人民共和國劳动部发布了《企业职工工伤保险试行办法》[3]